# Riedhirsch

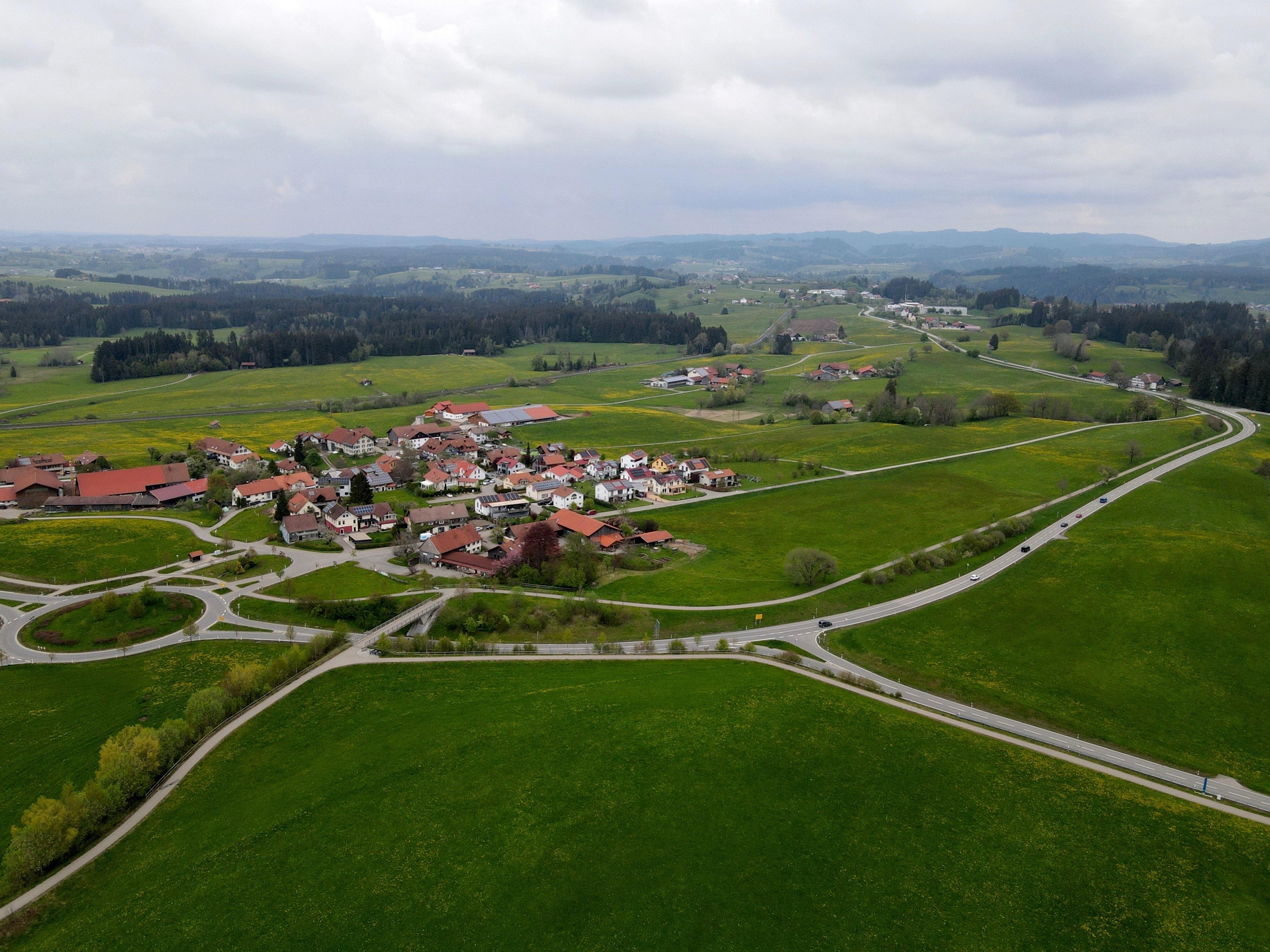
Riedhirsch von oben

Riedhirsch (westallgäuerisch: Riərdhirsch) ist ein Gemeindeteil des Marktes Heimenkirch im bayerisch-schwäbischen Landkreis Lindau (Bodensee).

## Geographie
Das Dorf liegt circa ein Kilometer südöstlich des Hauptortes Heimenkirch und zählt zur Region Westallgäu. Durch Riedhirsch verläuft die Bundesstraße 32.

## Geschichte
Durch Riedhirsch verläuft die historische Trasse der Römerstraße Kempten–Bregenz. Diese wurde im Ortsgebiet archäologisch erfasst und als Bodendenkmal unter Schutz gestellt.
Der Ort wurde erstmals im Jahr 1362 als „Růthers“ erwähnt. Der Ortsname bezieht sich auf den Personennamen Ruodher. Im Jahr 1769 fand die Vereinödung von Riedhirsch statt. 1901 wurde die Station Auers-Riedhirsch an der ehemaligen Bahnstrecke Röthenbach-Scheidegg eröffnet. 1966 ereignete sich hier das Busunglück von Heimenkirch am Bahnübergang Richtung Heimenkirch.

## Baudenkmäler
Siehe: Liste der Baudenkmäler in Riedhirsch